# Vlčnov (Zavlekov)
Vlčnov je malá vesnice, část obce Zavlekov v okrese Klatovy v Plzeňském kraji. Nachází se asi 1,5 kilometru západně od Zavlekova. Je zde evidováno 22 adres. V roce 2011 zde trvale žilo jedenáct obyvatel.
Vlčnov leží v katastrálním území Vlčnov u Zavlekova o rozloze 1,54 km².

## Historie
První písemná zmínka o vesnici pochází z roku 1381.

## Obyvatelstvo
| Rok            | 1869 | 1880 | 1890 | 1900 | 1910 | 1921 | 1930 | 1950 | 1961 | 1970 | 1980 | 1991 | 2001 | 2011 | 2021 |
| -------------- | ---- | ---- | ---- | ---- | ---- | ---- | ---- | ---- | ---- | ---- | ---- | ---- | ---- | ---- | ---- |
| Počet obyvatel | 142  | 143  | 115  | 94   | 108  | 126  | 97   | 54   | 46   | 30   | 19   | 13   | 11   | 11   | 6    |
| Počet domů     | 20   | 21   | 21   | 20   | 20   | 20   | 21   | 21   | 15   | 11   | 8    | 15   | 16   | 16   | 15   |

## Obecní správa
Při sčítání lidu v letech 1850–1929 Vlčnov byl osadou obce Brod v okrese Klatovy. V letech 1930–1971 byl samostatnou obcí v okrese Klatovy. Od 26. listopadu 1971 je částí obce Zavlekov v okrese Klatovy, kdy se konaly obecní volby.

## Galerie

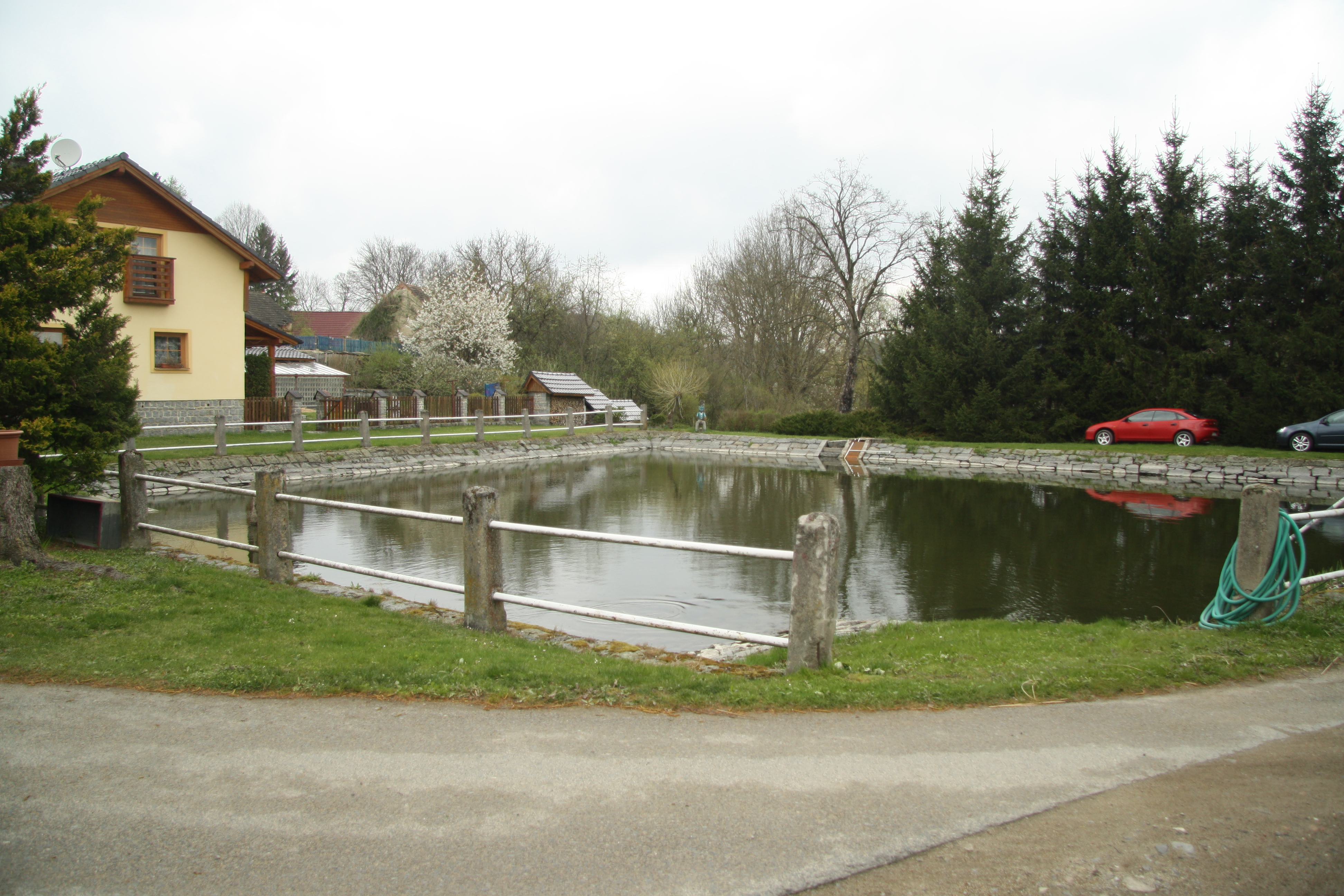
Vodní nádrž
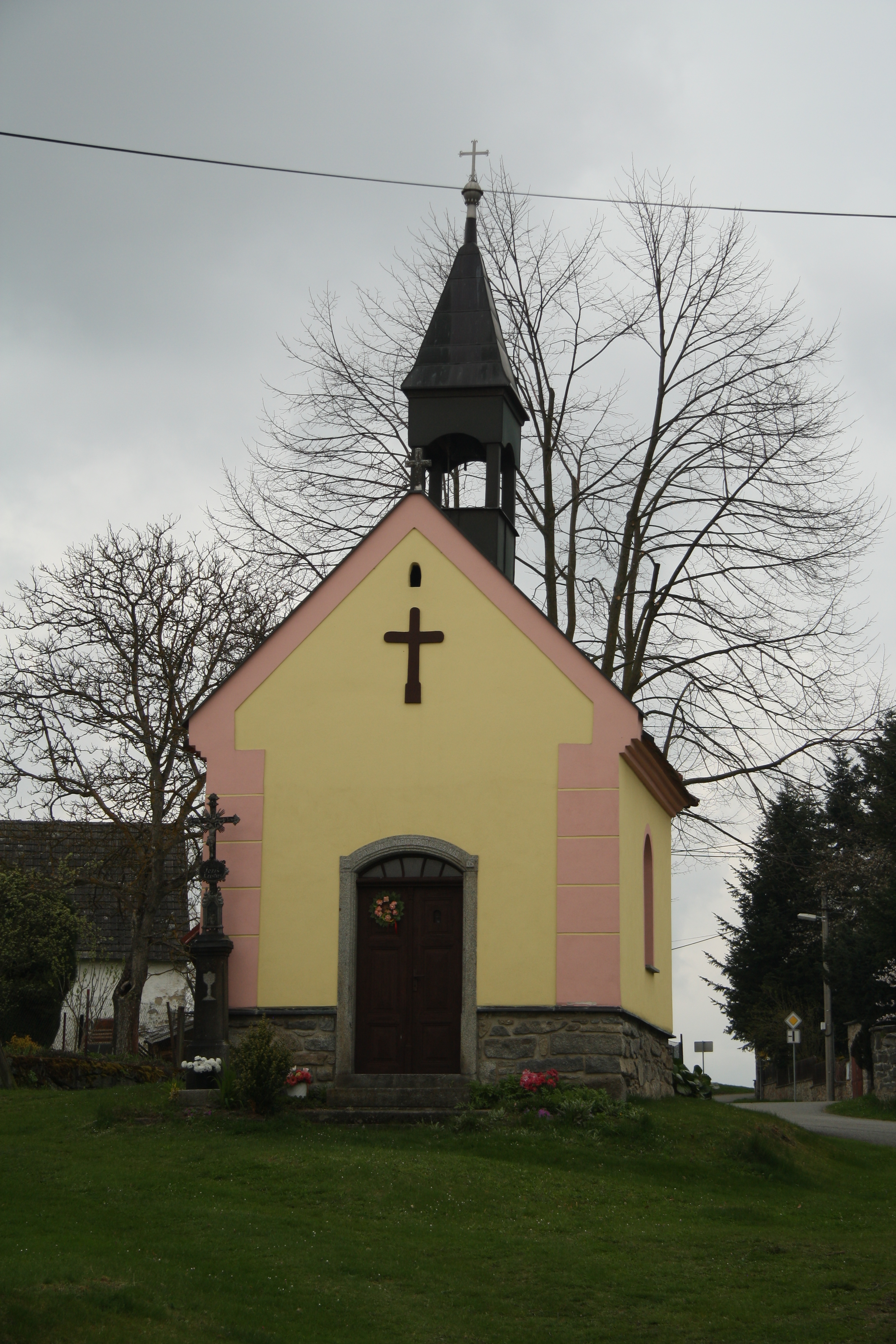
Kaplička
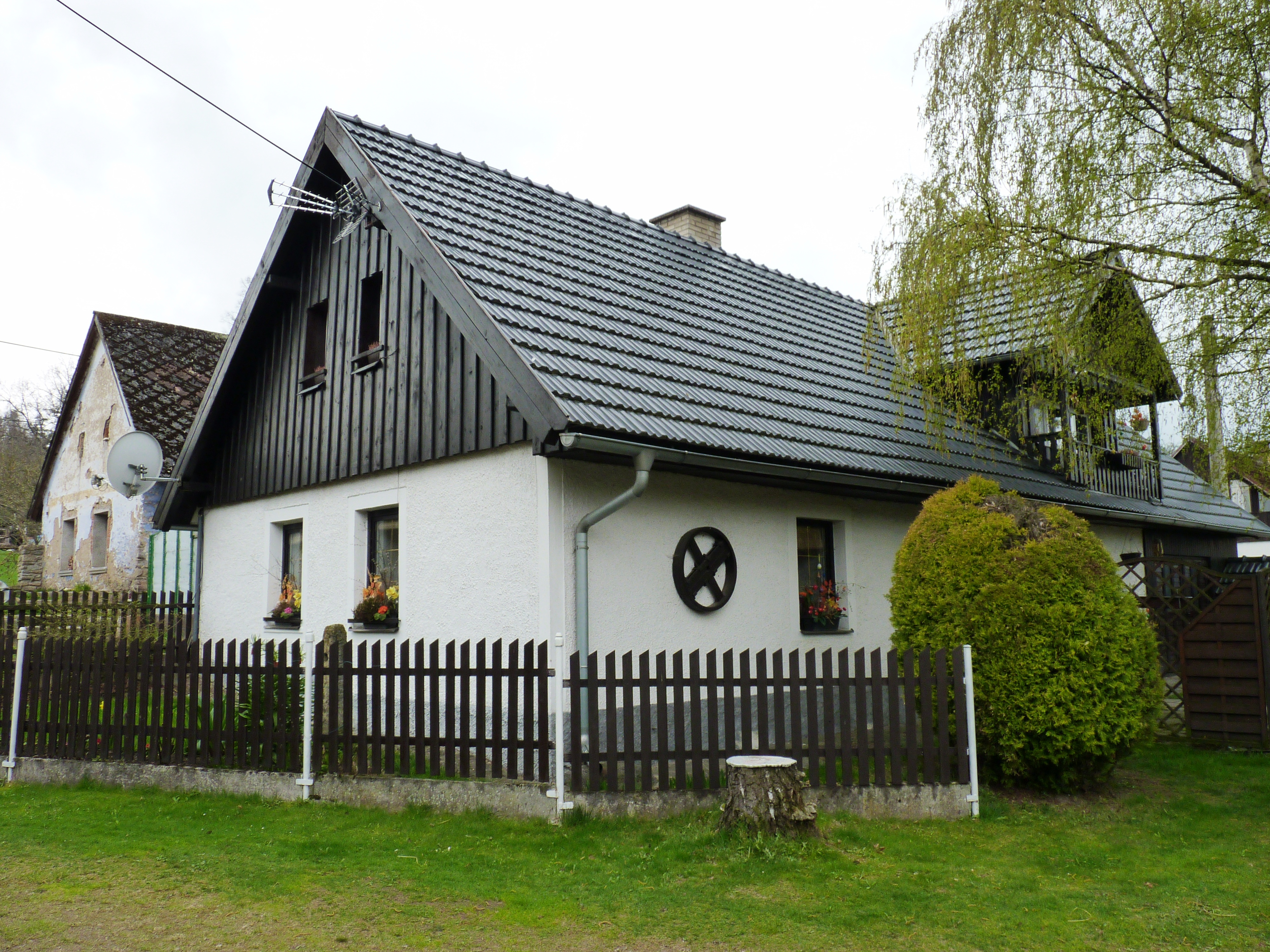
Dům